# Candelabrum meridianum
Candelabrum meridianum is een hydroïdpoliep uit de familie Candelabridae. De poliep komt uit het geslacht Candelabrum. Candelabrum meridianum werd in 1939 voor het eerst wetenschappelijk beschreven door Briggs. 